# Generalprobe
Eine Generalprobe (Kurz: GP) ist die letzte Probe vor der Premiere eines Theaterstücks, einer Oper, Operette oder eines Konzerts. Entsprechend werden die vorletzte und die drittletzte Probe als Hauptproben bezeichnet. Auch Musiker bezeichnen die letzte Probe vor einem Konzert als Generalprobe. In der Alltagssprache hat sich der Begriff auch als allgemeine Bezeichnung für einen letzten Probelauf eingebürgert.

## Theater und Opernbetrieb
Die Generalprobe findet zumeist einen, in der Oper normalerweise zwei Tage vor der Premiere statt. Dabei soll das Stück so ablaufen, als handele es sich um eine richtige Vorstellung. Regisseur und/oder Dirigent haben also in der Generalprobe immer noch die Chance, in das Geschehen einzugreifen, idealerweise soll die Probe aber ohne Unterbrechung „durchlaufen“.
Die Generalprobe wird, wie auch die Hauptproben, im originalen Bühnenbild, mit originaler Beleuchtung, in den vorgesehenen Kostümen und geschminkt durchgeführt, im Gegensatz zu normalen Proben, bei denen es keine spezielle Beleuchtung gibt, das Bühnenbild oft nur angedeutet ist und bei denen die Sänger/Schauspieler ungeschminkt und in Privatkleidung auftreten. Im englischen Sprachraum hat die GP daher auch die Bezeichnung „dress rehearsal“ im Gegensatz zur normalen Probe.
Eine Generalprobe findet häufig schon vor Publikum statt, um dessen Reaktionen abschätzen zu können. Aus diesem Wunsch entstanden im anglo-amerikanischen Raum die „Preview“ genannten Voraufführungen.

## Konzertbetrieb
Bei Instrumentalkonzerten hat die Generalprobe meist nicht denselben Stellenwert wie in der darstellenden Kunst. Es ist lediglich die letzte einer Reihe von Proben, bei der allerdings in der Regel jedes Stück (mindestens) einmal ohne Unterbrechung durchgespielt wird. 
Besonders für die Generalprobe ist, dass bei ihr alle beteiligten Musiker endgültig anwesend sein müssen, zum Beispiel Solisten auf Tournee, die erst zur Generalprobe zum Orchester dazukommen, oder internationale Stardirigenten, die erst in der Generalprobe das Orchester übernehmen. Auch ist wichtig, dass die Generalprobe an dem Ort stattfindet, an dem später auch das Konzert gespielt werden wird. So können sich die Musiker nach der Hauptprobe nochmals mit den akustischen Bedingungen und mit der Platzaufteilung auf der Bühne vertraut machen. 
Wie im Theater- und Opernbetrieb gilt auch hier scherzhaft das abergläubische Motto, dass eine misslungene Generalprobe eine gute Aufführung bedingt. Aus diesem Grund ist Applaus am Ende der Generalprobe bei Theaterleuten verpönt, da dies Unglück für die Premiere bringen soll.
Eine Anspielprobe kann der Generalprobe folgen, wenn diese aus aufführungspraktischen Gründen nicht am Aufführungsort stattfinden konnte oder es den Musikern (wegen geringer Probenanzahl) erleichtert, kurz vor dem Konzert vor Ort „in die Musik zu finden“.

## Allgemeiner Sprachgebrauch
Im allgemeinen Sprachgebrauch wird der Begriff Generalprobe oft als Metapher für einen letzten Probelauf vor einem wichtigen Ereignis oder einer Veranstaltung verwendet.
Beispiele:
- ein letzter Testlauf vor einem vorzuführenden Experiment in der Wissenschaft
- ein letzter Trainingslauf vor einem wichtigen Wettkampf oder einem wichtigen Spiel im Sport
- eine letzte Übung der Sicherheitskräfte vor einer schwierig zu organisierenden (Groß-)Veranstaltung wie etwa einem Fußballländerspiel oder einem Staatsbesuch mit hohem Sicherheitsaufwand